# Ochagavia andina
Ochagavia andina là một loài thực vật có hoa trong họ Bromeliaceae. Loài này được (Phil.) Zizka, Trumpler & Zöllner mô tả khoa học đầu tiên năm 2002.